# Ani Lorak
Karolina Myroslavivna Kuiek (província de Txernivtsí, Ucraïna, 27 de setembre de 1978), coneguda com Ani Lorak, és una cantant, compositora, actriu, emprenedora i antiga ambaixadora ucraïnesa.
Després d'haver rebut el títol més prestigiós i honorífic d'Ucraïna, l'Artista del Poble d'Ucraïna, Lorak ha estat citada com una de les dones més poderoses i influents del seu país, així com una de les dones més belles d'Europa de l'Est. Ani Lorak va reportar els ingressos més alts de tots els cantants a Ucraïna el 2014.
Lorak es va donar a conèixer fora de l'antiga Unió Soviètica després de representar Ucraïna al Festival de la Cançó d'Eurovisió 2008, amb la cançó Shady Lady, en què va quedar en segon lloc, darrere de Dima Bilan de Rússia.